# Parlamentswahl in Ungarn 1949
Die Parlamentswahlen in Ungarn 1949 waren Scheinwahlen in Ungarn und fanden am 15. Mai 1949 nach dem Abschluss der Gleichschaltung der ehemaligen Oppositionsparteien statt.

## Vorgeschichte
Nachdem die halbfreie Parlamentswahl am 31. August 1947 nicht den von der Besatzungsmacht Sowjetunion erwünschten Sieg der kommunistischen MKP ergeben hatte, erfolgte am 12. Juni 1948 die Zwangsvereinigung zwischen MKP und Sozialdemokraten zur Partei der Ungarischen Werktätigen.

## Durchführung
Die Parlamentswahlen im Mai 1949 wurden nach Einheitslisten durchgeführt. Die kommunistische Partei der Ungarischen Werktätigen, und die zu Blockparteien umgeformten FKgP, NPP, FMDP und MRP bildeten eine gemeinsame Wahlliste und traten unter einem einheitlichen Programm an. Die Sitzverteilung war vorab festgelegt und sicherte der Partei der Ungarischen Werktätigen eine Zweidrittelmehrheit. 

## Offizielle Ergebnisse
| Partei                             | Stimmen   | %    | Mandate |
| ---------------------------------- | --------- | ---- | ------- |
| Partei der Ungarischen Werktätigen | 5,478,515 | 97,1 | 285     |
| FKgP                               | 5,478,515 | 97,1 | 62      |
| NPP                                | 5,478,515 | 97,1 | 39      |
| FMDP                               | 5,478,515 | 97,1 | 10      |
| MRP                                | 5,478,515 | 97,1 | 4       |
| Unabhängige                        | 5,478,515 | 97,1 | 2       |
| Gegenstimmen                       | 165,283   | 2,9  | –       |
| Ungültige Stimmen                  | 86,721    | –    | –       |
| Summe                              | 5,730,519 | 100  | 402     |

## Folgen
Nach der Wahl wurde die Verfassung geändert und die Volksrepublik Ungarn in einen Einparteienstaat umgewandelt. Entsprechend trat bei der folgendes "Wahl" 1953 nur noch die Partei der Ungarischen Werktätigen an.